# NGC 1135
NGC 1135 est une vaste et lointaine galaxie spirale (intermédiaire ?) située dans la constellation de l'Horloge. NGC 1135 a été découverte par l'astronome britannique John Herschel en 1836.

## Caractéristiques
Sa vitesse par rapport au fond diffus cosmologique est de 13 254 ± 78 km/s, ce qui correspond à une distance de Hubble de 195 ± 14 Mpc (∼636 millions d'al).

## Paire de galaxies?
NGC 1135 et NGC 1136 forment une paire de galaxies.

## Identification de NGC 1135
Cependant, bien que toutes les sources consultées identifient PGC 10800 comme étant NGC 1135 et PGC 10807 comme étant NGC 1136, le professeur Seligman souligne que la description donnée pour ces deux galaxies par John Herschel est identique et que l'éclat de PGC 10800 est trop faible pour correspondre à ses écrits. Aussi, le professeur Seligman soutient que NGC 1135 et NGC 1136 sont une seule et même galaxie, soit PGC 10807. 